# Шишкино (Судоверфское сельское поселение)
В том числе в Рыбинском районе есть ещё одна деревня Шишкино, но в Назаровском сельском поселении
Шишкино — деревня Макаровской сельской администрации Судоверфского сельского поселения Рыбинского района Ярославской области.
Деревня расположена на левом берегу Фоминского ручья при его пересечении с железнодорожной веткой местного промышленного назначения, ведущей от станции Рыбинск на левый берег Волги через плотину и шлюзы Рыбинского водохранилища. Деревня имеет одну улицу, ориентированную вдоль ручья. На противоположном берегу ручья — относительно крупная деревня Малинники. На том же берегу ручья, но с другой, южной стороны железнодорожной ветки — деревня Спешино. От Шишкино идут три просёлочные дороги: одна на восток, через ручей в Малинники, вторая на юг, через железную дорогу в Спешино, третья на север, где через деревню Пригорки выходит на дорогу Рыбинск — Переборы в районе кабельного завода.
Деревня указана на плане Генерального межевания Рыбинского уезда конца XVIII века как деревня Шишкина.
На 1 января 2007 года в деревне числилось 6 постоянных жителей. Городское почтовое отделение Рыбинск-16(Переборы) обслуживает в деревне 15 домов. Улицы не именуются.